# Lukas Arons

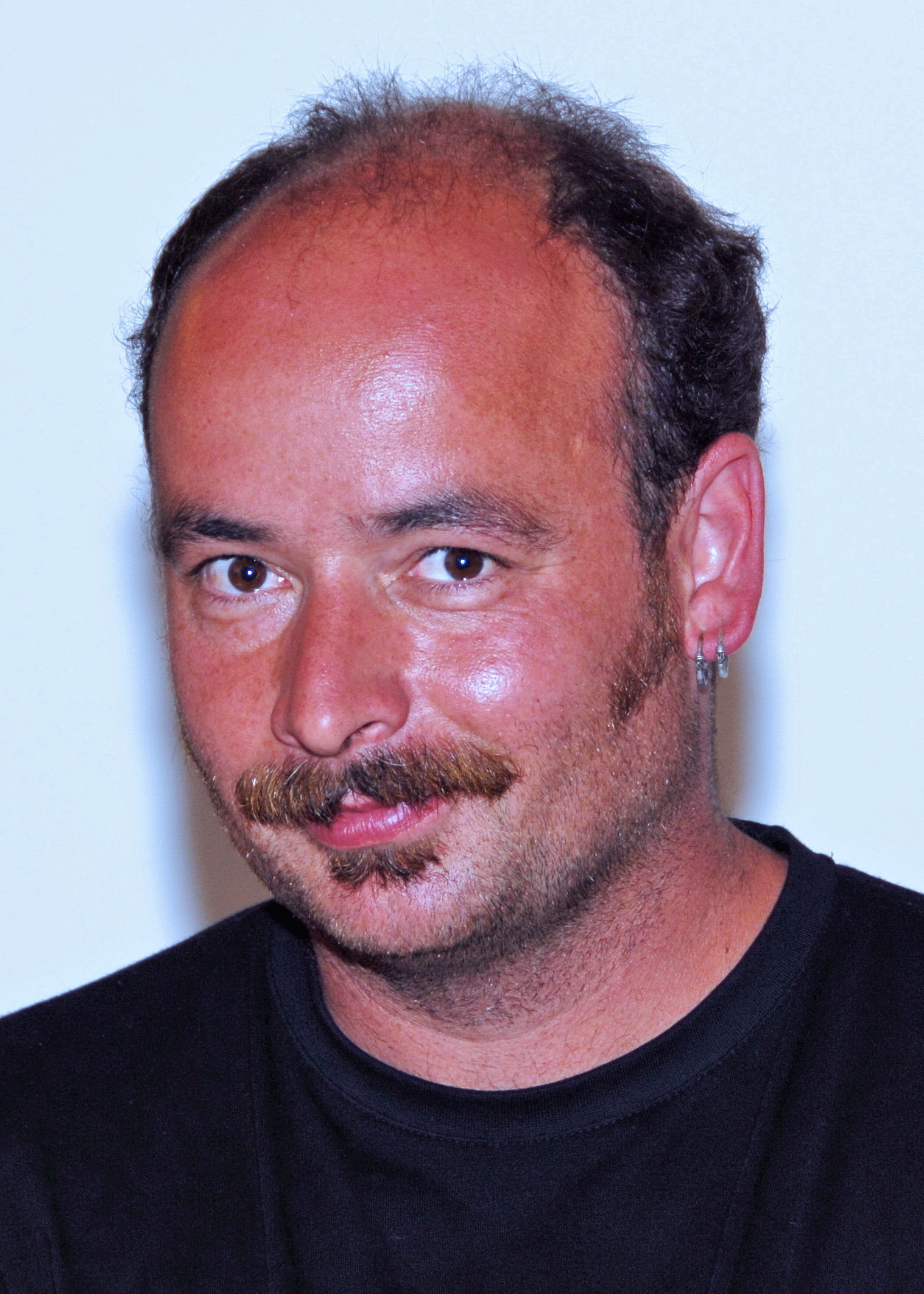
Lukas Arons (2007)

Lukas Arons (Renkum, 10 april 1968) is een Nederlandse beeldhouwer.
Na een Studium vanaf 1989 tot 1992 in Rotterdam aan de Willem de Kooning Academie, volgde Arons vanaf 1992 tot 1994 een beeldhouwerstudie in Den Bosch aan de Koninklijke Academie voor Kunst en Vormgeving. Samen met de Luxemburgse beeldhouwer Tom Flick richtte hij in 2010 in de bossen van Bohuslän (Zweden) Stonezone op, een werkplaats voor monumentale beeldhouwkunst.

## Enkele werken
- 1994: Fragmenten, Beeldenpark Zwijndrecht in Zwijndrecht
- 2009: Thomas Thorild-Monument in Hällevadsholm, Zweden